# Повстенко Олекса Іванович

Олекса Іванович Повстенко (* 25 лютого 1902 — 15 січня 1973) — український архітектор, історик мистецтва, член наукової ради Софійського архітектурно-історичного музею (1939—1941), а від 1941 — директор. Олекса Повстенко 1941 року врятував святу Софію від знищення радянськими військами перед їх відступом під час Другої світової війни, а на еміграції написав про неї свою цінну монографію, яку досі вважають неперевершеною у своїй тематиці:Учасник визвольної боротьби УНР — козак 6-ї Запорізької дивізії. На еміграції  став проєктувальником будинку Капітолія  США.  

## Біографія
Народився 1902 року на Поділлі, в селі Хащувате, Гайсинського повіту.
Учасник Українських визвольних змагань, був козаком Богданівського полку.
У 1927 році закінчив  Волинський індустріальний політехнікум в Житомирі та аспірантуру НДІ промислового будівництва в Харкові. 
Викладав у Харківському будівельному технікумі до 1934 р, працював інженером-архітектором. 
У 1935 році після перенесення столиці УРСР в Київ отримав посаду архітектора в Наркоматі освіти. 
У 30-ті роки проектував численні житлові та громадські будівлі: шкіл, бібліотек, клубів в різних містах України, Харківський педагогічний інститут, будинок Харківської астрономічної обсерваторії та ін., брав участь в архітектурних виставках. 
У 1937 році Повстенко призначений керівником відділу при республіканському правлінні Спілки архітектури України.
У 1941 році Олекса Іванович став директором Софіївського архітектурно-історичного музею, перешкодив підриву собору під час відступу радянських сил з Києва. 
У роки війни, німці заарештували Лева Силенка. Олекса Повстенко, Нестор Городовенко, Віктор Приходько та Петро Дяченко виступили поручителями, і Силенко був звільнений. У розмові О. Повстенко сказав: "Бачу, на обличчі сліди есесівських ударів. Вони могли тебе розстріляти або вислати у Німеччину до концтабору. Ми за тебе поручилися, як знаєш. Краще, якби ти виїхав за межі України - до Словаччини, Німеччини чи Австрії, а звідти до Швейцарії. Або у Галичині підеш до партизанів. Але, як на мене, ти родився бути філософом і на солдата не надаєшся".
Під час німецької окупації з 1941 по 1943 рік залишався керівником Софійського музеєм у Києві. За однією з версій, пізніше  потрапив у німецький концтабір, звідки був визволений у 1945 році. За іншою, виїхав разом з німцями, забравши з собою частину дуже цінних оригінальних, зокрема, фотографічних, матеріалів (частина з яких зберігається в особовому фонді Михайла Гоція Архіву Українського Вільного Університету). 
Після війни опинився в американській зоні окупації. Згодом, у 1949 році, емігрував до Сполучених Штатів, де працював у відділі архітектури Капітолія у Вашингтоні, округ Колумбія. Спроектував Свято-Троїцький кафедральний собор у Вінніпезі (1949). Є автором кількох книг, серед яких праці з історії українського мистецтва, історичні карти Києва та ін.
У 1954 році вийшла праця Повстенка Катедра св. Софії у Києв видання УВАН у Нью-Йорку, в якій розмістив 336 фотографій святині. Друк цієї роботи спонукав видання аналогічного дослідження в УРСР, але вже з метою продемонструвати «постійну турботу партії й уряду про видатну пам'ятку архітектури»:
З 1959 року — архітектор-проектувальник Капітолія США. Також розробляв проекти на замовлення бібліотеки Конгресу США, Верховного суду, сенату США, ботанічного саду.
Брав участь у житті української діаспори, був членом Української вільної академії наук і Наукового товариства імені Тараса Шевченка.
Помер 1973 року у Вашингтоні, похований на українському православному цвинтарі в Баунд-Бруку, штат Нью-Джерсі.

## Вшанування пам'яті
16 серпня 2023 року у місті Дніпро вулицю Дунаєвського перейменували на вулицю Олекси Повстенка.

## Праці
- Повстенко О. Історія українського мистецтва ч. 1. — Нюрнберґ-Фюрт: Час, 1948. — 56 с.
- Повстенко О. Катедра св. Софії у Києві. — Нью-Йорк: УВАН, 1954. — 471 с.
- Повстенко О. Військова катедра св. Миколи в Києві (до 20-тиліття з часу руйнування)// Нові дні. — Торонто. — Липень/серпень 1956. — Ч. 78/79. — С. 17-23.
- Повстенко О. Катедра Св. Софії у Києві й доля архітектурних пам'яток великокняжої доби. — Нью-Йорк: Свобода, 1969. — 31 с.; 2-е видання: Софія Київська: Візантія. Русь. Україна. Вип. IV: збірка наукових праць, присвячена 170-літтю з дня народження Никодима Павловича Кондакова (1844–1925) / Від. ред. д. іст. наук, проф. Ю. А. Мицик; упоряд. Д. С. Гордієнко, В. В. Корнієнко. – К., 2014. – С. 563–586.
- Повстенко, Олекса. Катедра св. Софії у Києві в 1920–1940 роках / Олекса Повстенко // Пам’ятки України. — 1996. — № 3–4. — С. 12–15.
- Повстенко О. І. Золоті ворота / публікація, редагування Д. С. Гордієнка // Софійські читання. Матеріали VII міжнародної науково-практичної конференції “До 90 річчя від дня народження відомого дослідника пам’яток Національного заповідника “Софія Київська”, д. і. н. Сергія Олександровича Висоцького”. К., 2015. С. 353–355.
- Повстенко О. І. Велика княгиня Ольга в народній пам’яті і в історії Києва / публікація, редагування Д. С. Гордієнка // Софійські читання. Матеріали VII міжнародної науково-практичної конференції “До 90 річчя від дня народження відомого дослідника пам’яток Національного заповідника “Софія Київська”, д. і. н. Сергія Олександровича Висоцького”. К., 2015. С. 356–367.